# James Lesure
James Lesure (Los Angeles, 21 settembre 1970) è un attore statunitense.

## Biografia
È conosciuto per il suo ruolo nella serie televisiva Las Vegas (2003-2008), in cui interpreta il parcheggiatore e successivamente addetto alla sicurezza del Montecito Resort & Casinò di Las Vegas Mike Cannon, e per la serie Tris di cuori (1998-2002), dove interpreta Mel Ellis.
È apparso inoltre in note serie televisive in qualità di guest star come Detective Monk, Studio 60 on the Sunset Strip, Alias, Seinfeld, NYPD - New York Police Department, e come personaggio ricorrente in Lipstick Jungle e La complicata vita di Christine.

## Filmografia

### Cinema
- The Ring 2 (The Ring Two), regia di Hideo Nakata (2005)
- The Package, regia di Brad Spencer (2006)
- Loveless in Los Angeles, regia di Archie Gips (2007)
- Casting Call, regia di Justin Steele (2010) - Cortometraggio
- Matrimonio in famiglia (Our Family Wedding), regia di Rick Famuyiwa (2010)
- Fire with Fire, regia di David Barrett (2012)

### Televisione
- Tris di cuori (For Your Love) – serie TV, 84 episodi (1998-2002)
- What Wouldn't Jesus Do?, regia di Rod J. Emelle (2002) - Cortometraggio
- Las Vegas – serie TV, 106 episodi (2003-2008)
- Studio 60 on the Sunset Strip – serie TV, 5 episodi (2007)
- Lost – serie TV, episodio 3x01 (2007)
- Detective Monk (Monk) – serie TV, episodio 7x04 (2008)
- La complicata vita di Christine (The New Adventures of Old Christine) – serie TV, 3 episodi (2009)
- Mr. Sunshine – serie TV, 13 episodi (2011)
- Harry's Law – serie TV, 1 episodio (2011)
- Men at Work – serie TV, 30 episodi (2012-2014)
- Good Girls – serie TV, 19 episodi (2018-2020)
- Ribelle (Rebel) – serie TV, 10 episodi (2021)
- Winning Time - L'ascesa della dinastia dei Lakers (Winning Time: The Rise of the Lakers Dynasty) – serie TV, episodi 1x08-1x10 (2022)
- The Rookie: Feds – serie TV (2022-2023)
- The Rookie – serie TV, episodio 5x10 (2023)

## Doppiatori italiani
Nelle versioni in italiano delle opere in cui ha recitato, James Lesure è stato doppiato da:
- Nanni Baldini in Detective Monk, Girlfriends' Guide to Divorce
- Roberto Gammino in Las Vegas
- Antonio Palumbo in Tris di cuori
- Davide Marzi in The Ring 2
- Fabrizio Russotto in Alias
- Francesco Bulckaen in Lost
- Alessandro Rigotti in Lipstick Jungle
- Enrico Pallini in Blue Bloods
- Guido Di Naccio in Winning Time - L'ascesa della dinastia dei Lakers
- Maurizio Di Girolamo in Good Girls
- Sergio Troiano in The Rookie